# オスムンダ・バケリー
オスムンダ・バケリー (Osmunda vachellii Hook) は、ゼンマイ科のシダ植物。シロヤマゼンマイに似ている。

## 特徴
全体にシロヤマゼンマイによく似ている。違いとしてはシロヤマゼンマイでは胞子嚢をつける羽片が葉身の半ばから下の数対であり、その上下には普通の羽片が並んでいるのに対し、本種では胞子嚢をつける羽片が最下の数対である点である。

## 分布
中国南部からインドシナに分布する。

## 分類
ゼンマイ属の中で、シロヤマゼンマイを含んでシロヤマゼンマイ亜属 subgen. Plenasium に含まれる。